# Morten Solem
Morten Solem, né le 5 août 1980 à Trondheim, est un sauteur à ski norvégien.

## Biographie
Il est membre du club de sa ville natale Trondheim.
Solem fait ses débuts internationaux dans le Grand Prix à Hakuba en 1999. En novembre 2000, il fait ses débuts dans la Coupe du monde à Kuopio et finit seizième et marque donc ses premiers points. En décembre 2001, il gagne son premier concours de Coupe continentale à Engelberg et en termine deuxième de cette compétition en 2002-2003 derrière Stefan Thurnbichler.
En 2003-2004, il revient régulièrement dans la Coupe du monde et établit son meilleur classement général avec le 30e rang et sa meilleure performance sur une manche avec une septième place à Liberec.
En 2006-2007, pour sa dernière saison dans le sport, il termine deuxième de la Coupe continentale derrière Balthasar Schneider.
Il devient entraîneur après sa carrière sportive.

## Palmarès

### Coupe du monde
- Meilleur classement général : 30e en 2004.
- Meilleur résultat individuel : 7e.

#### Classements généraux annuels
| Année | Rang |
| 2001  | 41e  |
| 2002  | 67e  |
| 2004  | 30e  |
| 2005  | 41e  |
| 2006  | 52e  |
| 2007  | 42e  |

### Coupe continentale
- 2e du classement général en 2003 et 2006.
- 33 podiums, dont 11 victoires.

### Championnats de Norvège
- Champion sur le petit tremplin en 2001.